# Fanlac
Fanlac är en kommun i departementet Dordogne i regionen Nouvelle-Aquitaine i sydvästra Frankrike. Kommunen ligger i kantonen Montignac som tillhör arrondissementet Sarlat-la-Canéda. År 2022 hade Fanlac 137 invånare.

## Befolkningsutveckling
Antalet invånare i kommunen Fanlac
Referens:INSEE